# USS Marcus Island
L'USS Marcus Island (CVE-77) est un porte-avions d'escorte de classe Casablanca en service dans l'US Navy durant la Seconde Guerre mondiale.
Commandé en juillet 1942 sous le nom de Kanalku Bay, sa quille est posée en vertu du contrat de la United States Maritime Commission le 15 septembre 1943 au chantier naval Kaiser Shipyards de Vancouver, dans l'État de Washington. Renommé Marcus Island le 6 novembre 1943, il est lancé le 16 décembre 1943, parrainé par Mme S. L. La Hache ; et mis en service à Astoria (Oregon) le 26 janvier 1944 sous les ordres du capitaine Charles F. Greber.

## Historique
Après une croisière inaugurale le long de la côte ouest, il rejoint les Salomon en août et transporte des avions dans le Pacifique Sud, avant de rejoindre le VC-21 pour effectuer des missions de combat. Navire amiral de la division, il participe aux frappes aériennes de pré-invasion sur Peleliu et Angaur, dans les Palaos, appuyant la force d'invasion aérienne lors du débarquement le 15 septembre.

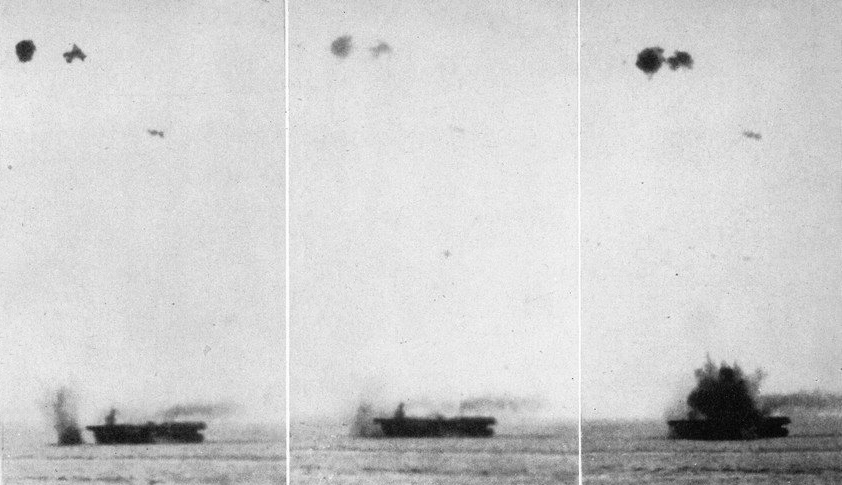
L'USS Marcus Island sous attaques kamikazes au large de Leyte en octobre/novembre 1944.

Le mois suivant, il participe à des opérations soutenant l'invasion des Philippines à Leyte, au duquel il participe à la bataille de Samar et endommage le croiseur lourd japonais Chikuma, revendiquant ainsi cinq avions japonais abattus. Le lendemain, le 26 octobre 1944, ses avions participent à la destruction du croiseur Kinu et du destroyer Uranami en mer de Visayan.
En novembre, le Marcus Island est attaqué par plusieurs kamikazes pendant l'invasion de Mindoro. Quelques-uns sont abattus par la défense antiaériennes mais deux s'écrasent près de la proue à bâbord et à tribord, causant des dégâts mineurs et plusieurs victimes.
Entre la fin de l'année 1944 et début de 1945, il soutient l'invasion américaine de Mindoro et de Luçon, dans les Philippines. Alors qu'il traverse la mer de Mindanao le 5 janvier 1945, l'un de ses avions bombarde un sous-marin japonais, plus tard coulé par le Taylor. Trois jours plus tard, ses avions détruisent quatre avions ennemis lors de combats aériens. Il rejoint ensuite le golfe de Lingayen où il participe au débarquement amphibie qui débute le 6 janvier. Trois jours plus tard, ces mêmes avions coulent deux petits navires côtiers ennemis au nord du golfe Lingayen, le long de la côte de Luçon.
Après ces opérations, le Marcus Island cède sa fonction de navire amiral de la division à Ulithi le 6 février 1945, rôle qu'il reprend deux jours plus tard lorsqu'il est nommé navire amiral de la 24e division de porte-avions du contre-amiral Felix Stump.
Embarquant les escadrons VC-87 et VCO-1, l'USS Marcus Island opère dans les îles Ryukyu de fin mars à fin avril 1945 pour soutenir l'invasion d'Okinawa, effectuant au cours de cette période 1085 missions aériennes. Ses pilotes ont détruit 11 avions japonais en vol et 13 autres au sol, pilonné les aérodromes, les emplacements d'armement, les dépôts de ravitaillement et les points de rassemblements des troupes ennemies.

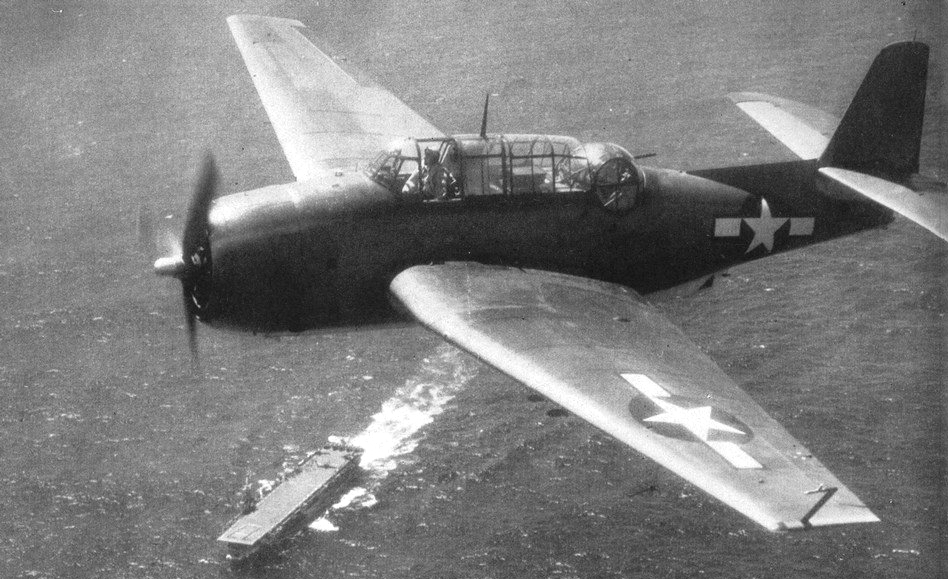
Un bombardier-torpilleur Avenger survolant l'USS Marcus Island vers 1945.

Lors de ses dernières missions de la guerre du Pacifique, il joue un rôle de logistique, transportant des avions et des hommes à travers l'océan Pacifique. Après la guerre, il effectue plusieurs voyages supplémentaires dans le Pacifique pour ramener les vétérans aux États-Unis dans le cadre de l'opération Magic Carpet. Amarré à Boston, dans le Massachusetts, pendant la majeure partie de 1946, il est retiré du service en décembre 1946, vendu pour démolition en février 1960 et démoli au Japon quatre mois plus tard.

## Décorations
Le Manila Bay a reçu quatre battles stars pour son service pendant la Seconde Guerre mondiale.